# Championnat d'Israël de football 2020-2021
Navigation
Édition précédente Édition suivante
La saison 2020-2021 est la 79e édition du championnat d'Israël de football. Elle oppose les quatorze meilleurs clubs d'Israël lors d'une première phase de vingt-six journées. À l'issue de cette première phase, les six premiers disputent la poule pour le titre, tandis que les huit derniers prennent part à la poule de relégation, qui voit les deux derniers être relégués en Liga Leumit.
Trois places qualificatives pour les compétitions européennes seront attribuées par le biais du championnat (1 place au premier tour de qualification de Ligue des champions 2021-2022 et 2 places au deuxième tour de qualification de Ligue Europa Conférence 2021-2022). Une place au deuxième tour de qualification pour la Ligue Europa Conférence est garantie au vainqueur de la State Cup.
Le Maccabi Haïfa est sacré champion d'Israël à l'issue de la dernière journée.

## Participants
| \| Beitar Jérusalem Bnei Yehoudah Ashdod Hapoël Tel-Aviv Hapoël Beer-Sheva Hapoël Haïfa Hapoël Kiryat Shmona Maccabi Haïfa Hapoël Kfar Saba Maccabi Netanya Hapoël Hadera FC Maccabi Tel-Aviv Bnei Sakhnin Maccabi Petah-Tikva \| Localisation des clubs. |
| Beitar Jérusalem Bnei Yehoudah Ashdod Hapoël Tel-Aviv Hapoël Beer-Sheva Hapoël Haïfa Hapoël Kiryat Shmona Maccabi Haïfa Hapoël Kfar Saba Maccabi Netanya Hapoël Hadera FC Maccabi Tel-Aviv Bnei Sakhnin Maccabi Petah-Tikva                               |

Légende des couleurs
- Premier tour de qualification de la Ligue des Champions 2020-2021
- Premier tour de qualification de la Ligue Europa 2020-2021
- Promu de Liga Leumit 2019-2020

| Club                 | Classement 2019-2020 | Entraîneur       | Stade            | Capacité théorique |
| -------------------- | -------------------- | ---------------- | ---------------- | ------------------ |
| Maccabi Tel-Aviv     | 1                    | Giorgos Donis    | Stade Bloomfield | 29 400             |
| Maccabi Haïfa        | 2                    | Barak Bakhar     | Stade Sammy-Ofer | 30 942             |
| Beitar Jérusalem     | 3                    | Ronny Levy       | Stade Teddy      | 31 733             |
| Hapoël Beer-Sheva    | 4                    | Yossi Abukasis   | Stade Turner     | 16 126             |
| Hapoël Tel-Aviv FC   | 5                    | Nir Klinger      | Stade Bloomfield | 29 400             |
| Hapoël Haïfa         | 6                    | Haim Silvas      | Stade Sammy-Ofer | 30 942             |
| Bnei Yehoudah        | 7                    | Elisha Levy      | Stade Bloomfield | 29 400             |
| MS Ashdod            | 8                    | Ran Ben Shimon   | Stade Yud-Alef   | 7 800              |
| Hapoël Hadera FC     | 9                    | Sharon Mimer     | Stade de Netanya | 13 610             |
| Maccabi Netanya      | 10                   | Raymond Atteveld | Stade de Netanya | 13 610             |
| Hapoël Kfar Saba     | 11                   | Amir Turgeman    | Stade HaMoshava  | 11 500             |
| Hapoël Kiryat Shmona | 12                   | Kobi Refua       | Stade municipal  | 5 300              |
| Maccabi Petah-Tikva  | 1(LL)                | Guy Luzon        | Stade HaMoshava  | 11 500             |
| Bnei Sakhnin         | 2 (LL)               | Eldad Shavit     | Stade Doha       | 8 500              |

## Compétition

### Première phase

#### Classement
Le classement est établi sur le barème de points classique (victoire à 3 points, match nul à 1, défaite à 0).
| Rang | Équipe                | Pts | J  | G  | N  | P  | Bp | Bc | Diff |
| ---- | --------------------- | --- | -- | -- | -- | -- | -- | -- | ---- |
| 1    | Maccabi Haïfa         | 59  | 26 | 19 | 2  | 5  | 52 | 20 | +32  |
| 2    | Maccabi Tel-Aviv T S  | 58  | 26 | 17 | 7  | 2  | 48 | 21 | +27  |
| 3    | MS Ashdod             | 43  | 26 | 13 | 4  | 9  | 37 | 25 | +12  |
| 4    | Hapoël Kiryat Shmona  | 38  | 26 | 11 | 5  | 10 | 26 | 28 | -2   |
| 5    | Hapoël Beer-Sheva     | 37  | 26 | 9  | 10 | 7  | 31 | 29 | +2   |
| 6    | Maccabi Petah-Tikva P | 37  | 26 | 11 | 4  | 11 | 24 | 23 | +1   |
| 7    | Maccabi Netanya       | 34  | 26 | 9  | 7  | 10 | 35 | 30 | +5   |
| 8    | Beitar Jérusalem      | 32  | 26 | 8  | 8  | 10 | 31 | 32 | -1   |
| 9    | Hapoël Hadera         | 32  | 26 | 8  | 8  | 10 | 26 | 28 | -2   |
| 10   | Hapoël Haïfa          | 30  | 26 | 7  | 9  | 10 | 30 | 37 | -7   |
| 11   | Bnei Sakhnin P        | 29  | 26 | 8  | 5  | 13 | 15 | 36 | -21  |
| 12   | Hapoël Tel-Aviv       | 27  | 26 | 6  | 9  | 11 | 17 | 28 | -11  |
| 13   | Hapoël Kfar Saba      | 23  | 26 | 6  | 5  | 15 | 19 | 33 | -14  |
| 14   | Bnei Yehoudah         | 22  | 26 | 5  | 7  | 14 | 15 | 36 | -21  |

Légende
- qualification pour la poule pour le titre
- qualification pour la poule de relégation

Abréviations
- T : Tenant du titre
- S : Vainqueur de la Supercoupe d'Israël
- P : Promus de Liga Leumit liga 2019-2020

#### Poule pour le titre

##### Classement
Les clubs conservent la totalité des points acquis lors de la première phase.
| Rang | Équipe                 | Pts | J  | G  | N  | P  | Bp | Bc | Diff |
| ---- | ---------------------- | --- | -- | -- | -- | -- | -- | -- | ---- |
| 1    | Maccabi Haïfa          | 79  | 36 | 24 | 7  | 5  | 72 | 29 | +43  |
| 2    | Maccabi Tel-Aviv T S C | 75  | 36 | 21 | 12 | 3  | 65 | 33 | +32  |
| 3    | MS Ashdod              | 54  | 36 | 15 | 9  | 12 | 48 | 39 | +9   |
| 4    | Hapoël Beer-Sheva      | 48  | 36 | 11 | 15 | 10 | 45 | 43 | +2   |
| 5    | Maccabi Petah-Tikva P  | 46  | 36 | 13 | 7  | 16 | 32 | 38 | -6   |
| 6    | Hapoël Kiryat Shmona   | 46  | 36 | 12 | 10 | 14 | 37 | 45 | -8   |

Qualifications européennes
- 1er : premier tour de qualification de la Ligue des champions 2021-2022
- C ou 2e, 3e et 4e : deuxième tour de qualification de la Ligue Europa Conférence 2021-2022

Abréviations
- T : Tenant du titre
- C : Vainqueur de la Coupe d'Israël 2020-2021
- S : Vainqueur de la Supercoupe d'Israël 2020

#### Poule de relégation

##### Classement
Les clubs conservent la totalité des points acquis lors de la première phase.
| Rang | Équipe           | Pts | J  | G  | N  | P  | Bp | Bc | Diff |
| ---- | ---------------- | --- | -- | -- | -- | -- | -- | -- | ---- |
| 7    | Maccabi Netanya  | 48  | 33 | 13 | 9  | 11 | 43 | 34 | +9   |
| 8    | Hapoël Hadera    | 48  | 33 | 13 | 9  | 11 | 40 | 34 | +6   |
| 9    | Hapoël Haïfa     | 42  | 33 | 11 | 9  | 13 | 40 | 48 | -8   |
| 10   | Beitar Jérusalem | 40  | 33 | 10 | 10 | 13 | 40 | 43 | -3   |
| 11   | Hapoël Tel-Aviv  | 38  | 33 | 9  | 11 | 13 | 24 | 35 | -11  |
| 12   | Bnei Sakhnin P   | 34  | 33 | 9  | 7  | 17 | 22 | 46 | -24  |
| 13   | Bnei Yehoudah    | 33  | 33 | 8  | 9  | 16 | 27 | 46 | -19  |
| 14   | Hapoël Kfar Saba | 24  | 33 | 6  | 6  | 21 | 26 | 49 | -23  |

Légende
- 13e et 14e : relégation en Liga Leumit

Abréviations
- P : Promus de Liga Leumit 2019-2020

## Bilan de la saison
| Championnat d'Israël de football 2020-2021                        |                           |
| Champion                                                          | Maccabi Haïfa (13e titre) |
| Coupes et trophées                                                |                           |
| Vainqueur de la Coupe d'Israël 2020-2021                          | Maccabi Tel-Aviv          |
| Qualifications continentales                                      |                           |
| Ligue des champions de l'UEFA 2021-2022                           | Maccabi Haïfa             |
| Ligue Europa Conférence 2021-2022                                 | Maccabi Tel-Aviv          |
| Ligue Europa Conférence 2021-2022                                 | MS Ashdod                 |
| Ligue Europa Conférence 2021-2022                                 | Hapoël Beer-Sheva         |
| Promotions et relégations                                         |                           |
| Promus en Championnat d'Israël de football                        | Hapoël Nof HaGalil        |
| Promus en Championnat d'Israël de football                        | Hapoël Jérusalem FC       |
| Relégués en Championnat d'Israël de football de deuxième division | Bnei Yehoudah             |
| Relégués en Championnat d'Israël de football de deuxième division | Hapoël Kfar Saba          |